# Leoš Janáček

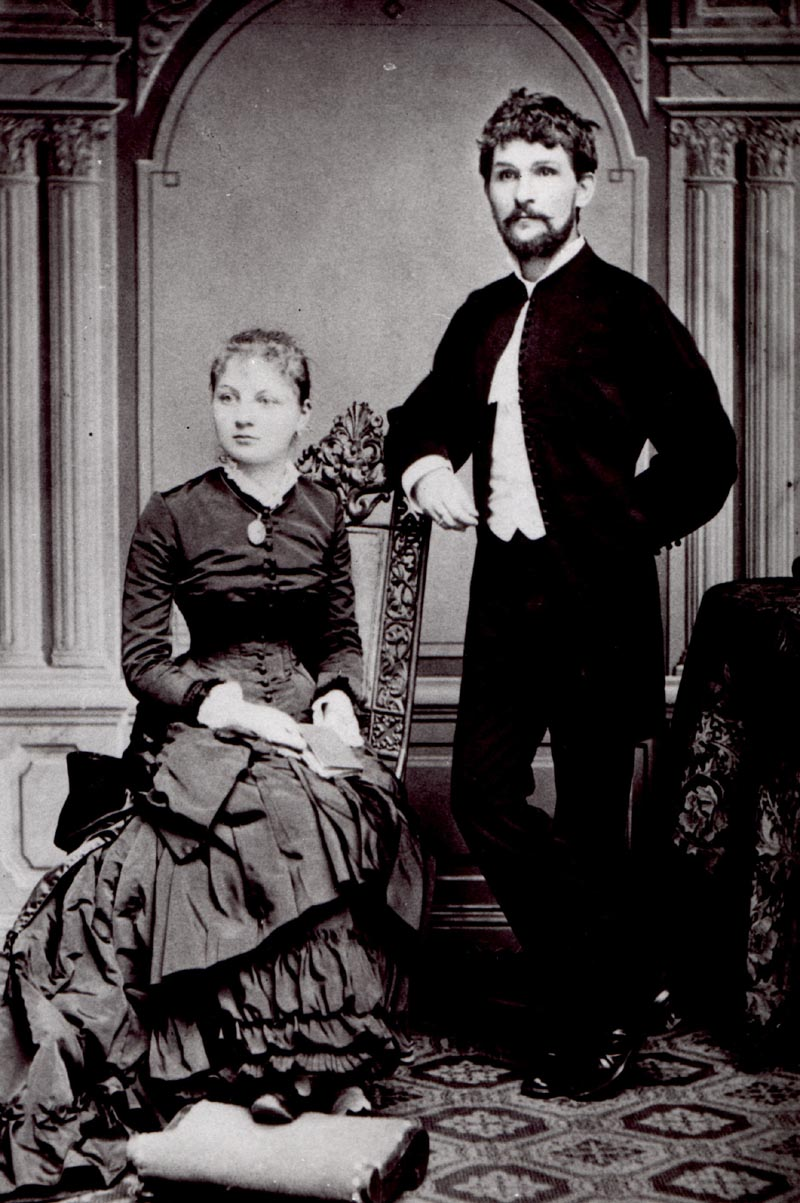
Janáček com sua esposa Zdenka em 1881

Leoš Janáček (AFI: [ˈlɛoʃ ˈjanaːtʃɛk], Hukvaldy, Morávia, 3 de julho de 1854 — Ostrava, 12 de agosto de 1928) foi um compositor tcheco.

## Estudos e carreira
Estudou em Brno, Praga, Leipzig, São Petersburgo (1870) e Viena (1879–80), onde foi aluno de Franz Krenn.
De 1881 até 1919 foi diretor do colégio de organistas em Brno. Dedicou-se desde cedo à crítica e à pesquisa de música folclórica, que empreendeu com Frantisek Bartos. Conheceu a música folclórica da Morávia e esta fundamentou o seu estilo.
Entre 1884 e 1888, publicou o jornal Hudebni Listy. Sua primeira ópera, Šárka, era romântica, ao estilo de Wagner e Smetana.
Em 1896, visitou novamente a Rússia e influências desta viagem são evidentes em sua ópera Káťa Kabanová ("Kátia Kabanová"), de 1921 e na rapsódia orquestral Taras Bulba, de 1924.
Janáček havia criado um estilo checo com sua ópera Její pastorkyňa ("Sua Enteada"), posteriormente chamada Jenůfa. A representação desta obra em 1916 estabeleceu finalmente sua reputação de compositor. Entre suas obras também figuram as óperas: Věc Makropulos ("O Caso Makropulos"), de 1926, Z mrtvého domu ("Da Casa dos Mortos"), de 1927 e a sátira Výlety pana Broučka ("As excursões do Sr. Brouček"), de 1920.
No campo da música sacra escreveu a Missa Glagolítica, com letra em eslavo eclesiástico.
Sua última peça orquestral foi a famosa "Sinfonietta", inicialmente composta para uma competição de ginástica em Brno, transformando-se numa tributo à cidade. Constitui-se de cinco movimentos (Fanfarra, O Castelo, O Convento da Rainha, A Rua, A Prefeitura) no qual cada um remete a uma paisagem de determinada época. Ficou conhecida pela inclusão de doze trompetes e sutis contrapontos.

### Estilo
Em seus estudos, Leoš pesquisou os ritmos da linguagem, do riso, do choro e dos pássaros. Assim, incorporou notáveis elementos staccato em sua música. Ele emancipou a dissonância e criou uma linguagem que integrava a escala tonal, modos e politonalidade e que dava preferência à concisão, de modo que as formas clássicas não mais se aplicavam.